# Patricia Creutz-Vilvoye
Patricia Creutz-Vilvoye (Eupen, 27 december 1964) is een Belgisch Duitstalig politica voor de CSP.

## Levensloop
Creutz-Vilvoye volgde kandidaturen in de rechten en de psychologie aan de Universiteit Luik. In 1992 werd ze actief als zaakvoerder van een krantenwinkel in Eupen en van 1992 tot 1995 was ze medewerker bij het bedrijf Geslona, concessiehouder voor de Nationale Loterij.
Van 1995 tot 1999 was ze medewerker van Manfred Schunck, toenmalig voorzitter van het Parlement van de Duitstalige Gemeenschap. Daarnaast was ze van 1996 tot 1998 adjunct-algemeen secretaris van de PSC, onder het voorzitterschap van Charles-Ferdinand Nothomb, en van 1998 tot 1999 kabinetsmedewerker op het kabinet van toenmalig vice-eerste minister en minister van Landsverdediging Jean-Pol Poncelet. Bovendien zetelde ze van 1993 tot 1999 in de raad van bestuur van de Raad van de Gelijke Kansen voor Mannen en Vrouwen en was ze voorzitter van de commissie Vrouwen en Recht. Van 2015 tot 2020 was ze eveneens bestuurssecretaris op het lokale kantoor van Europees Parlementslid Pascal Arimont en van 2020 tot 2024 administratief medewerker bij de supermarktketen Carrefour Market in Eupen.
Voor de CSP werd zij in oktober 2000 voor het eerst verkozen tot gemeenteraadslid van Eupen. Ze was er van 2001 tot 2006 schepen van Sport, Opleiding, Middenstand en Vrouwenzaken en van 2006 tot 2012 eerste schepen met de bevoegdheden Sport, Cultuur en Vrouwenzaken. Nadien nam ze als gemeenteraadslid zitting in de oppositie.
Sinds juni 2004 zetelt Creutz-Vilvoye eveneens in het Parlement van de Duitstalige Gemeenschap. Ze was er van 2004 tot 2009 secretaris, van 2009 tot 2014 eerste ondervoorzitter, van 2018 tot 2019 nogmaals secretaris, van 2019 tot 2024 opnieuw eerste ondervoorzitter en van 2021 tot 2024 fractievoorzitter voor haar partij. Na de verkiezingen van 9 juni 2024 werd Creutz-Vilvoye aangesteld tot voorzitter van het Parlement van de Duitstalige Gemeenschap.
Van 2011 tot 2014 was zij tevens lid van het Benelux-parlement, waarin ze sinds 2015 opnieuw zetelt. Van 2018 tot 2020 was ze er ondervoorzitter en van 2020 tot 2022 was ze voorzitter van het Benelux-parlement. Sinds 2022 is ze weer ondervoorzitter van deze interparlementaire assemblee.